# Campylocentrum minutum
Campylocentrum minutum är en orkidéart som beskrevs av Charles Schweinfurth. Campylocentrum minutum ingår i släktet Campylocentrum och familjen orkidéer. Inga underarter finns listade i Catalogue of Life.